# Íxcatl
Íxcatl är en ort i Mexiko.   Den ligger i kommunen Zoquitlán och delstaten Puebla, i den sydöstra delen av landet, 260 km öster om huvudstaden Mexico City. Íxcatl ligger 98 meter över havet och antalet invånare är 300.